# Concertos brandebourgeois
Pour les articles homonymes, voir Brandebourgeois.

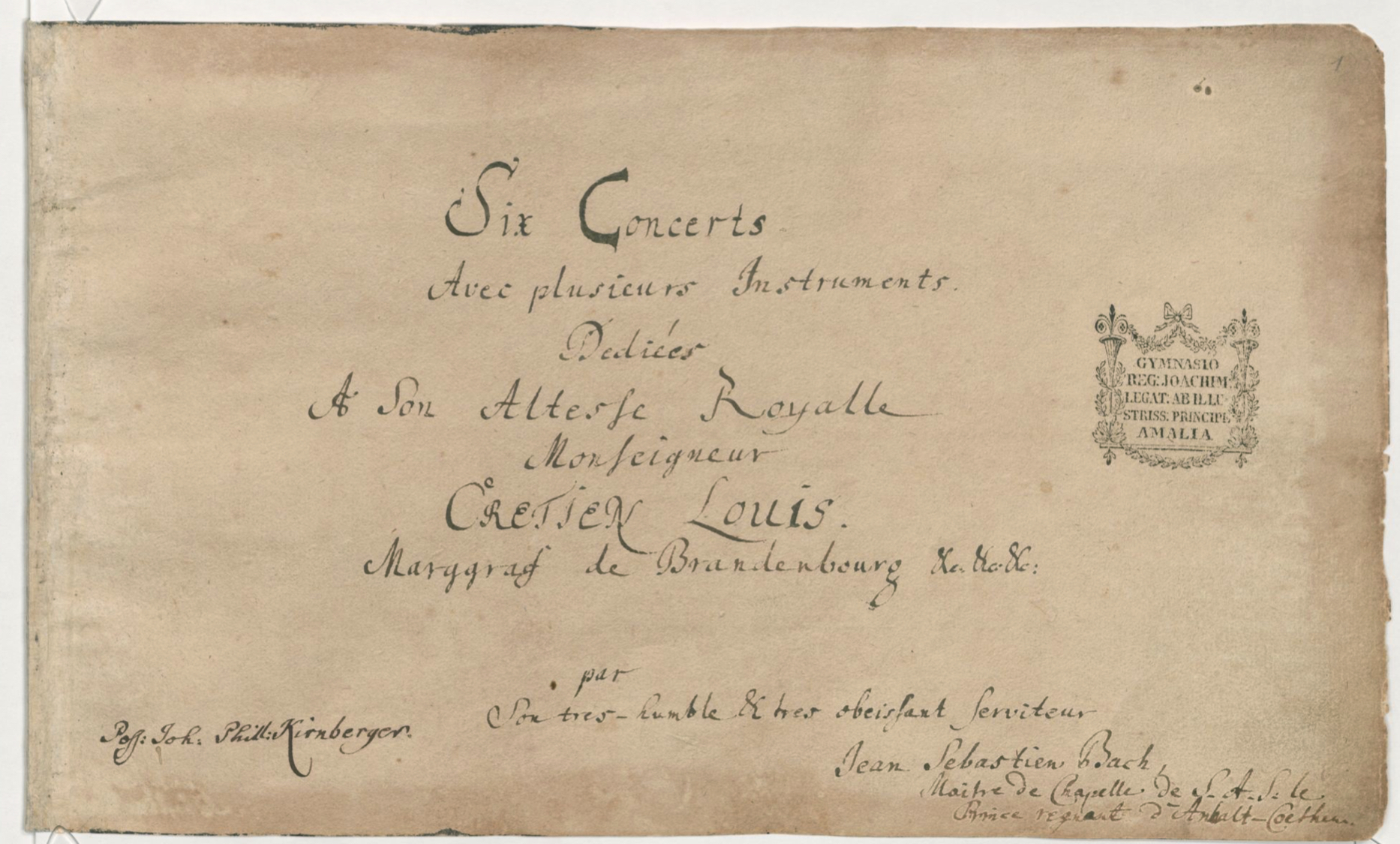
Page de titre des Concertos brandebourgeois.

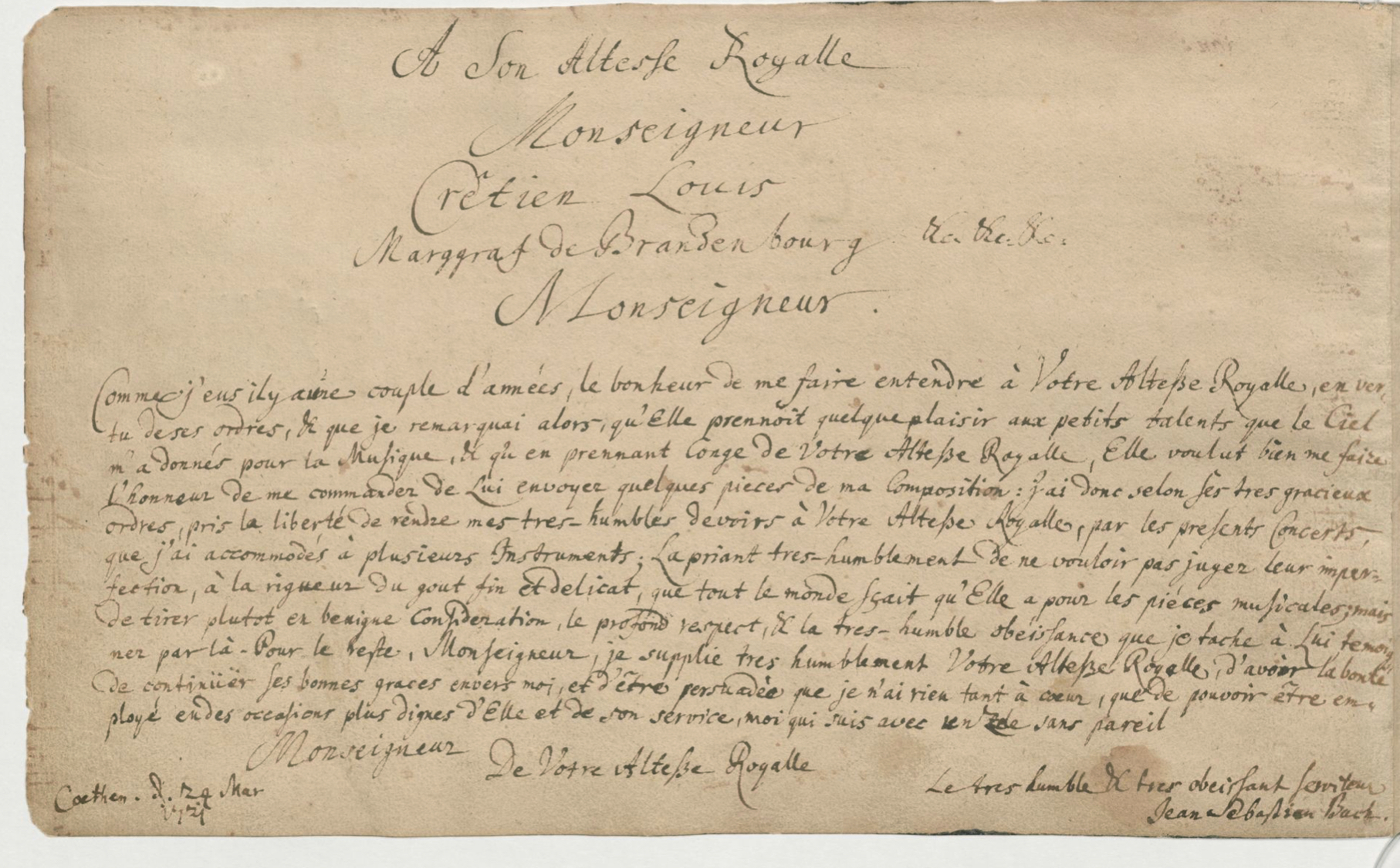
Page de dédicace des Concertos brandebourgeois.

Les concertos brandebourgeois (le titre original est en français : Six Concerts à plusieurs instruments) sont un ensemble de six concertos de Johann Sebastian Bach (BWV 1046 à 1051) réunis en 1721, et qui comptent parmi les plus renommés qu'il ait composés. Le qualificatif « brandebourgeois » est dû au musicologue Philipp Spitta, biographe de Bach en 1873, qui, suivant l'usage germanique, fait référence au dédicataire, le margrave Christian-Louis de Brandebourg-Schwedt.

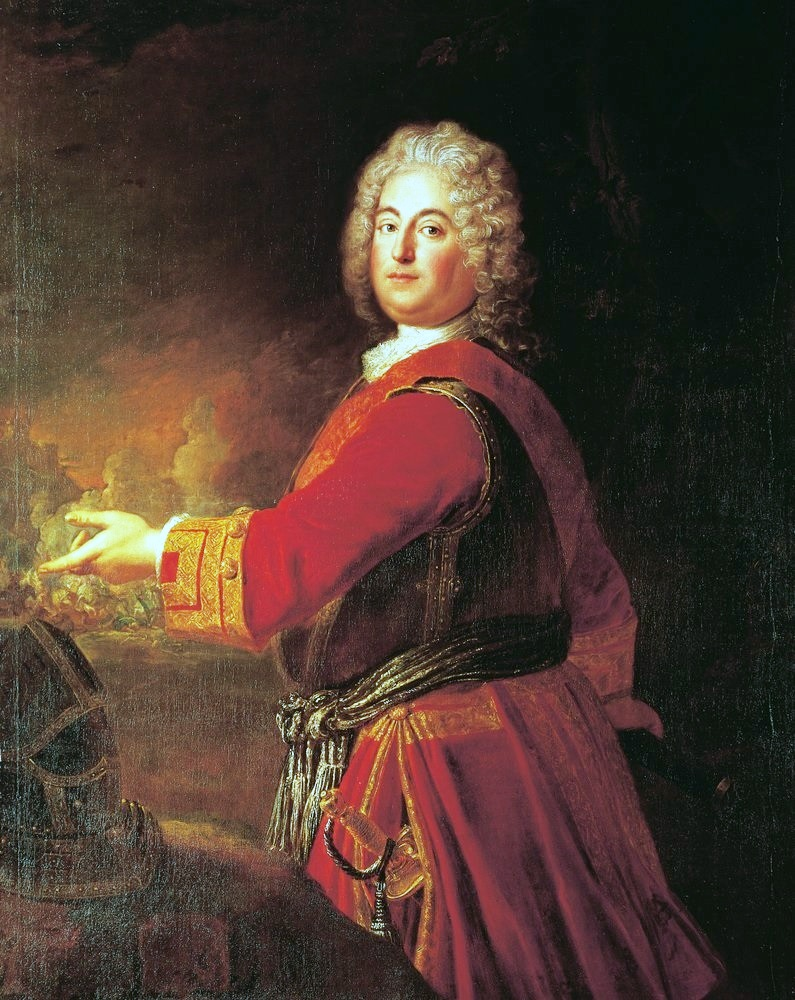
Christian Ludwig, margrave
de Brandebourg
par Antoine Pesne (1710)

## Genèse de l'œuvre

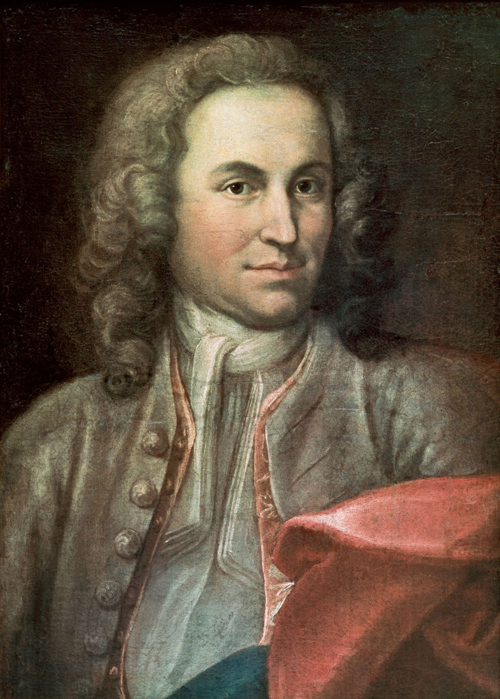
Jean-Sébastien Bach (1715)

### Le contexte
L'époque est alors au conflit entre style italien, concerto italien et suite française. En dehors de la France, les compositeurs ne font pas de manières et s'illustrent avec un talent égal dans les deux styles.

### La dédicace
Le manuscrit de Berlin, daté du 24 mars 1721, porte une dédicace de la main de Jean-Sébastien Bach au margrave de Brandebourg. Il s'agit d'une épître rédigée en français, qui était la langue en vigueur à la cour de Berlin.
Six Concerts

Avec plusieurs Instruments.

Dédiées

A Son Altesse Royalle

Monseigneur

CRETIEN LOUIS.

Marggraf de Brandenbourg   &c. &c. &c:

par
Son tres-humble & très obeissant Serviteur

Jean Sebastian Bach,

Maitre de Chapelle de S.A S. le

Prince regnant d’Anhalt-Coethen.

A Son Altesse Royalle

Monseigneur Crêtien Louis

Marggraf de Brandenbourg   &c.& c. &c.

Monseigneur
Comme j’eus il y a une couple d’années, le bonheur de me faire entendre à Votre Altesse Royalle, en vertu de ses ordres, & que je remarquai alors, qu’Elle prennoit quelque plaisir aux petits talents que le Ciel m’a donnés pour la Musique, & qu’en prennant Conge de Votre Altesse Royalle, Elle voulut bien me faire l’honneur de me commander de Lui envoyer quelques pieces de ma Composition : j’ai donc selon ses tres gracieux ordres, pris la liberté de rendre mes tres-humbles devoirs à Votre Altesse Royalle, par les presents Concerts, que j’ai accommodés à plusieurs Instruments ; La priant tres-humblement de ne vouloir pas juger leur imperfection, à la rigueur du gout fin et delicat, que tout le monde sçait qu’Elle a pour les pièces musicales ; mais de tirer plutot en benigne Consideration, le profond respect, & la tres-humble obeissance que je tache à Lui temoigner par là. Pour le reste, Monseigneur, je supplie tres humblement Votre Altesse Royalle, d’avoir la bonté de continüër ses bonnes graces envers moi, et d’être persuadèe que je n’ai rien tant à cœur, que de pouvoir être employé en des occasions plus dignes d’Elle et de son service, moi qui suis avec un zele sans pareil
Monseigneur

De Votre Altesse Royalle

Le tres humble et tres obeissant serviteur

Jean Sebastien Bach. Coethen. d. 24 Mar 1721

### La commande
Au début de 1719, Bach se rend à Berlin dans le but originel d'acquérir, au nom de l'orchestre de Coethen, un grand clavecin auprès du facteur Michael Mietke. À cette occasion, il rencontre l'oncle du roi de Prusse et margrave de Brandebourg, devant lequel, si nous en croyons l'épître dédicatoire, il se produit, quoique dans des circonstances et formation qui nous sont inconnues.
En plus d'être le compositeur que l'on sait, Bach fut un fin virtuose et improvisateur reconnu, et sans doute le margrave, pour peu qu'il ait été mélomane, dut être émerveillé (sans quoi Bach n'eût pas pris le risque de rappeler à son commanditaire le quelque plaisir qu'il prit).

### Un «Art du Concerto»?

#### L'écriture
... Elle voulut bien me faire l'honneur de me commander de lui envoyer quelques pièces de ma Composition; 
Cette phrase ne nous prouve pas que Bach ait écrit aucun des six concertos spécialement. Tout au contraire, les variétés de forme et d'orchestration des six concertos tendraient à nous faire pencher pour une compilation, et l'étude précise des partitions amène les musicologues à diagnostiquer une écriture dans l'ordre suivant : 6 1 3 2 4 5, et qui s'étalerait entre 1718 et 1720 (Cöthen 1717-1723, l'époque, justement, des œuvres instrumentales). De plus, certaines pages dateraient de l'époque de Weimar (1708-1717).
... par les présents Concerts, que j'ai accommodés à plusieurs Instruments.
Cette phrase de la dédicace nous invite à imaginer Bach "composant" ses concertos d'éléments qu'il considérait comme excellents. Ainsi, le premier concerto est composé d'éléments des cantates sacrée BWV 52 et profane BWV 207, et se retrouve en grande partie dans la Sinfonia BWV 1071 et la version BWV 1046a ; le troisième concerto d'éléments de la cantate sacrée BWV 174 et de la Pastorale BWV 590 ; le quatrième concerto existe sous forme de concerto pour clavecin (BWV 1057).

#### Les motivations
Les six concertos sont d'une diversité étonnante, tant du point de vue de la structure formelle que de l'appareil instrumental. Mais surtout, aucun ne se rattache strictement à aucun style alors en vigueur : concerto grosso ou soliste, style français ou italien, contrepoint austère ou virtuosité pure. Au contraire, les six concertos semblent faire une synthèse de l'art musical de leur temps.
Sans doute serait-il excessif de faire de ce recueil le pendant "concertant" d'autres œuvres théoriques (L'Art de la fugue du même Bach, par exemple). Toutefois, il n'est pas improbable que la motivation de Bach ait été de présenter "son art du concerto", d'autant que le dédicataire est le margrave de Brandebourg, de la famille des Hohenzollern, oncle du Prince-Électeur de Brandebourg et "roi en Prusse" (l'un des sept princes allemands qui élisaient l'Empereur du Saint-Empire Romain Germanique). Une intention didactique du maître ne saurait être écartée.
Cette impression est renforcée par le fait troublant suivant : le margrave de Brandebourg ne disposait pas de l'orchestre adéquat (tout juste ses six musiciens auraient-ils pu interpréter les concertos 5 et 6, à condition bien sûr qu'ils en eussent été capables), et le manuscrit ne porte aucune trace d'utilisation.
Pour le reste, Monseigneur, je supplie très humblement Votre Alteße Royalle, [..] d’être persuadèe que je n’ai rien tant à cœur, que de pouvoir être employé en des occasions plus dignes d’Elle et de son service, moi qui suis avec un zèle sans pareil
Enfin, 1721 est aussi l'année du second mariage du prince Léopold d'Anhalt-Cöthen, ami et protecteur du compositeur, avec cette nouvelle princesse que Bach nomma eine Amusa (sous-entendant par là qu'elle aurait été insensible aux arts en général). Peut-être Bach, alors en quête d'un nouvel emploi, s'est-il souvenu avec une pointe d'opportunisme de l'intérêt que le puissant margrave lui avait porté deux ans auparavant, et se rappelle-t-il donc à ses bons souvenirs en lui dédiant le meilleur de son art concertant dans l'espoir d'un poste.

#### Le style
Jusque dans la variété de la forme, de l'ensemble instrumental et du style, qui sont à chaque fois différents, ces œuvres constituent un groupe unitaire. Elles forment une sorte de petite encyclopédie qui démontre les possibilités offertes au genre du concerto, dans son acception globale et universelle. Des styles et des modes s'y côtoient qui, souvent, contrastent les uns avec les autres et tirent leur origine tantôt du style italien, tantôt du style français, tantôt du style allemand.
Ainsi, les concertos 2 à 6 respectent-ils le schéma typique du concerto italien – vif-lent-vif ; les instruments à archet tiennent une place prépondérante, autant dans le ripieno que dans le concertino ; l'écriture est toujours virtuose – pensez à la place de la trompette dans le deuxième concerto, ou à la redoutable partie de clavecin du cinquième.
Bach, toutefois, reste le maître du contrepoint et on est tenté d'imaginer que son ami Telemann pensait notamment à lui lorsqu'il parlait de ces collègues « qui contrepointent à tire-larigot ». Ainsi, au contraire d'un Vivaldi dont on critiquait la faiblesse de l'écriture contrapuntique, il s'attache à proposer une texture complexe et foisonnante.

## Structure de l'œuvre

### Concerto I (fa majeur) BWV 1046
Titre sur la partition autographe: Concerto 1mo à 2 Corni di Caccia, 3 Hautb: è Bassono, Violino piccolo concertato, 2 Violini, una Viola col Basso Continuo.
1. (sans indication de tempo)
2. Adagio (ré mineur)
3. Allegro
4. (1) Menuet (2) Trio I (2 hautbois et basson) (3) Polonaise (violons et altos) (4) Trio II (2 cors et 3 hautbois à l'unisson)

Solistes: 2 cors de chasse, 3 hautbois, basson, Violino piccolo
Accompagnement : violons I et II, altos, violoncelle et basse continue (clavecin, violoncelle et violone grosso).
- Le mouvement introductif ouvre, sous le nom de Sinfonia, la cantate sacrée BWV 52.
- L'allegro (3), ajouté ultérieurement, est celui qui ouvre la cantate profane BWV 207.
- Le Trio II sera repris dans la Ritornello de la cantate profane BWV 207.
- Une version (BWV 1046a) existe de ce concerto qui ne comporte pas l'Allegro, la Polonaise, le deuxième trio. Seuls les mouvements 1, 2, 4-1, 4-2 et 4-4 sont repris. C'était naguère le BWV 1071.

Ce concerto est celui qui, des six, est écrit dans le goût le plus français avec son dernier mouvement à la forme d'une suite (française).

### Concerto II (fa majeur) BWV 1047
Titre sur la partition autographe: Concerto 2do à 1 Tromba, 1 Flauto, 1 Hautbois, 1 Violino, concertati, è 2 Violini, 1 Viola è Violone in Ripieno col Violoncello è Basso per il Cembalo.
1. (sans indication de tempo)
2. Andante
3. Allegro Assai

Solistes: flûte à bec alto, clarino (une petite trompette baroque), hautbois, violon.
Accompagnement : violons I et II, altos, violone et basse continue (clavecin et violoncelle).
Ce concerto reprend la forme du concerto grosso mais avec des modalités tout à fait nouvelles ; quatre instruments solistes combinés de manière inédite, reflétant davantage les pratiques françaises qu'italiennes.
Le mouvement central exclut la trompette et l'orchestre ; seuls restent les trois solistes et le continuo.
Le dernier mouvement est une splendide fugue dans laquelle les quatre solistes et le continuo auront à énoncer le sujet.

### Concerto III (sol majeur) BWV 1048
Titre sur la partition autographe: Concerto 3zo à tre Violini, tre Viole, è tre Violoncelli col Basso per il Cembalo.
1. Allegro
2. Adagio
3. Allegro

Ensemble orchestral : 3 violons, 3 altos, 3 violoncelles et basse continue (violone et clavecin)
Dans ce concerto, les cordes sont divisées en trois groupes qui dialoguent, un dialogue assez sobre dans le premier mouvement plus majestueux, et plus enlevé dans le troisième. La partition de l'adagio de ce concerto est une courte succession d'accords, une cadence.
Le mouvement introductif ouvre, sous le nom de sinfonia, la cantate sacrée BWV 174. L'allegro final est inspiré du quatrième mouvement de la Pastorale BWV 590 (Pastorella in F Dur).

### Concerto IV (sol majeur) BWV 1049
Titre sur la partition autographe: Concerto 4to à Violino Principale, due Fiauti d'Echo, due Violini, una Viola è Violone in Ripieno, Violoncello è Continuo.
1. Allegro
2. Andante
3. Presto

Solistes : violon, flûtes à bec altos I et II (décrites comme "fiauti d'echo" dans la partition originale)
Accompagnement: violons I et II, altos, violoncelle, violone et basse continue (clavecin et violoncelle).
Ce concerto grosso offre au violon solo une place prépondérante. On retrouve cette ambiguïté entre concerto grosso et concerto solo dans le concerto V. Ce concerto est de style néanmoins très inspiré du concert royal français surtout dans le deuxième mouvement, contrastant avec le troisième mouvement du "stylus Antiquus" par sa forme fuguée.
Ce concerto existe sous forme de concerto pour clavecin (en fa majeur) BWV 1057.
Au point de vue technique, on peut noter le fait que la partie de violon soliste est l'une des plus difficiles écrites par Bach et que ce dernier demande des fa # suraigus aux flûtes à bec, alors que cette note est très difficile sur cet instrument car devant être jouée en bouchant le bout de la flûte avec le genou.

### Concerto V (ré majeur) BWV 1050
Titre sur la partition autographe: Concerto 5to à une Traversiere, une Violino principale, une Violino è una Viola in ripieno, Violoncello, Violone è Cembalo concertato.
1. Allegro
2. Affetuoso
3. Allegro

Solistes : clavecin, flûte, violon
Accompagnement : violon, alto, violoncelle, violone et basse continue.
Une grande cadence virtuose dans l'allegro introductif, une présence continue dans toute l'œuvre : la présence de la flûte et du violon dans le concertino soliste ne peut pas masquer que ce concerto est pour l'essentiel un concerto soliste pour clavecin, et ainsi historiquement le premier concerto pour clavier et orchestre.
Il existe une variante BWV 1050a

### Concerto VI (si bémol majeur) BWV 1051
Titre sur la partition autographe: Concerto 6to a due Viole da Braccio, due Viole da Gamba, Violoncello, Violone e Cembalo.
1. (Allegro)
2. Adagio
3. Allegro

Ensemble orchestral : 2 violes "da braccio" (= 2 altos), 2 violes de gambe, violoncelle et basse continue (violone et clavecin).
Ce concerto se présente dans le style le plus ancien des six, archaïsme corroboré par le fait que sa démarche polyphonique et contrapuntique se place comme l'antagonisme direct et le plus immédiat de la stricte sonate d'église. Le prince Léopold lui-même était violiste amateur auquel la simplicité des parties de viole rendait l'œuvre sans doute accessible — les deux parties d'alto et dans une moindre mesure celle de violoncelle sont notoirement ardues ; on sait de plus que Bach aimait jouer l'alto, ce qui nous invite à imaginer que ce concerto était destiné personnellement à Léopold et qu'ils le jouèrent ensemble.

## Enregistrements
Les concertos brandebourgeois ont été au cœur du renouveau baroque, dès les années 1950, avec Karl Ristenpart puis plus tard avec Jean-François Paillard. Dans les années 1980, Nikolaus Harnoncourt et plusieurs chefs ont livré des versions sur « instruments anciens ».
- Orchestre de chambre Jean-François Paillard avec Maurice André, Jean-Pierre Rampal, Pierre Pierlot et Gérard Jarry en 1973 chez Erato. Il s'agit de l'enregistrement le plus vendu de l'histoire du disque[3]
- Adolf Busch Chamber Players, chez EMI References
- Ensemble de Solistes, et Orchestre symphonique de Pittsburgh, dirigé par Fritz Reiner, chez LYS
- I Musici, chez Philips Classics
- Orchestre de l'École normale de musique de Paris, dirigé par Alfred Cortot, chez Koch Historic
- Academy of Ancient Music, Christopher Hogwood, chez L'Oiseau-Lyre
- Academy of Ancient Music, Richard Egarr, chez Harmonia Mundi
- Orchestre philharmonique de Londres, dirigé par Adrian Boult, chez Disky/EMI
- Ensemble de Chambre de l'Orchestre symphonique de Vienne, dirigé par Jascha Horenstein, chez Archiv/Vox Box
- Academy of St Martin-in-the-Fields dirigé par Neville Marriner, chez Philips
- English Chamber Orchestra, dirigé par Benjamin Britten, chez Decca
- Il Giardino Armonico, chez Teldec
- Marlboro Festival Orchestra, dirigé par Pablo Casals, 1964, chez Sony Classical 2004
- Orchestre philharmonique de Berlin, dirigé par Herbert Karajan, 1965 chez DG
- Philharmonia Orchestra, dirigé par Otto Klemperer, chez EMI
- Musica Antiqua Köln, dirigé par Reinhard Goebel, chez Archiv
- Orchestre de chambre de la Sarre dirigé par Karl Ristenpart, chez Accord
- The Bath Festival Orchestra dirigé par Yehudi Menuhin, chez EMI
- L'English Chamber Orchestra dirigé par Raymond Leppard, chez Philips
- Concentus Musicus Wien dirigé par Nikolaus Harnoncourt, chez Teldec
- Oregon Festival Bach Chamber Orchestra, dirigé par Helmuth Rilling, chez Hänssler
- The English Concert dirigé par Trevor Pinnock, chez Archiv
- Solistes de l'Orchestre du Wiener Staatsoper, dirigé par Hermann Scherchen, MCA Rec.
- Le Concert des Nations, chez Alia Vox
- Concerto Italiano, Rinaldo Alessandrini, chez Naïve
- Café Zimmermann (Concerts avec plusieurs instruments), chez Alpha
- Ars Rediviva, chez Supraphon
- Musica Florea, chez Supraphon
- Combattimento Consort Amsterdam, dirigé par Jan Willem de Vriend, chez Pony Canyon
- European Brandenbourg Ensemble, 2007, chez AVIE
- Orchestre Bach de Munich, sous la direction de Karl Richter, (solistes: Pierre Thibaud, Hans-Martin Linde (flûte à bec), Manfred Clement (hautbois), Hansheinz Schneeberger, Hedwig Bilgram, Aurèle Nicolet, Adolf Scherbaum, Karl Richter), 1961 et 1968, chez DG
- Akademie Für Alte Musik Berlin, Isabelle Faust, Antoine Tamestit, chez Harmonia Mundi, 2021[4]

font partie des meilleures versions disponibles.